# 饒士騰
饒士騰（？—？），字碧柯，号丛五。江西南城人。清朝政治人物、進士出身。
光绪十五年，登己丑二甲三名进士，同年五月，改翰林院庶吉士。散馆授翰林院编修。